# Forum Alte Werft

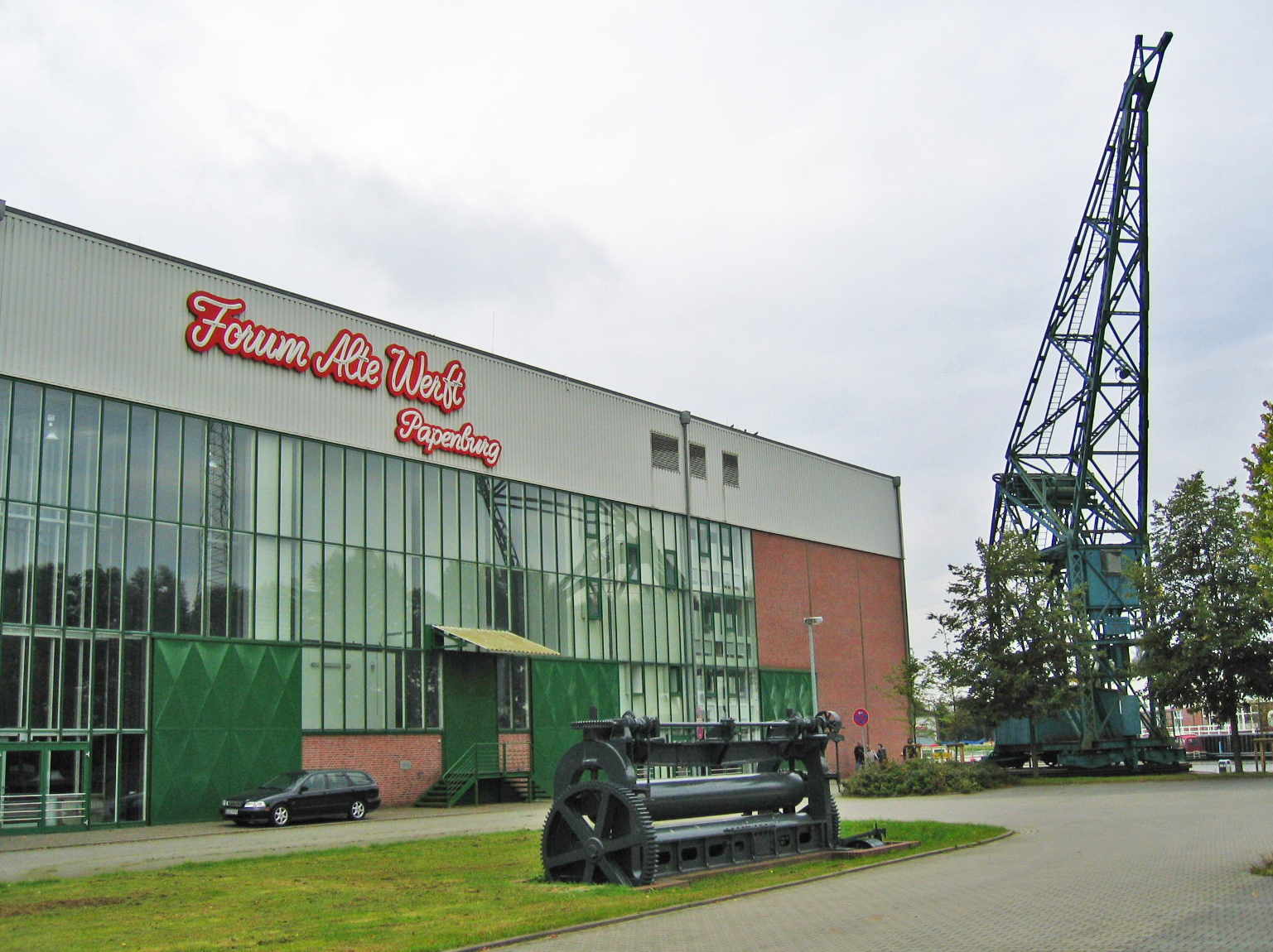
Außenansicht

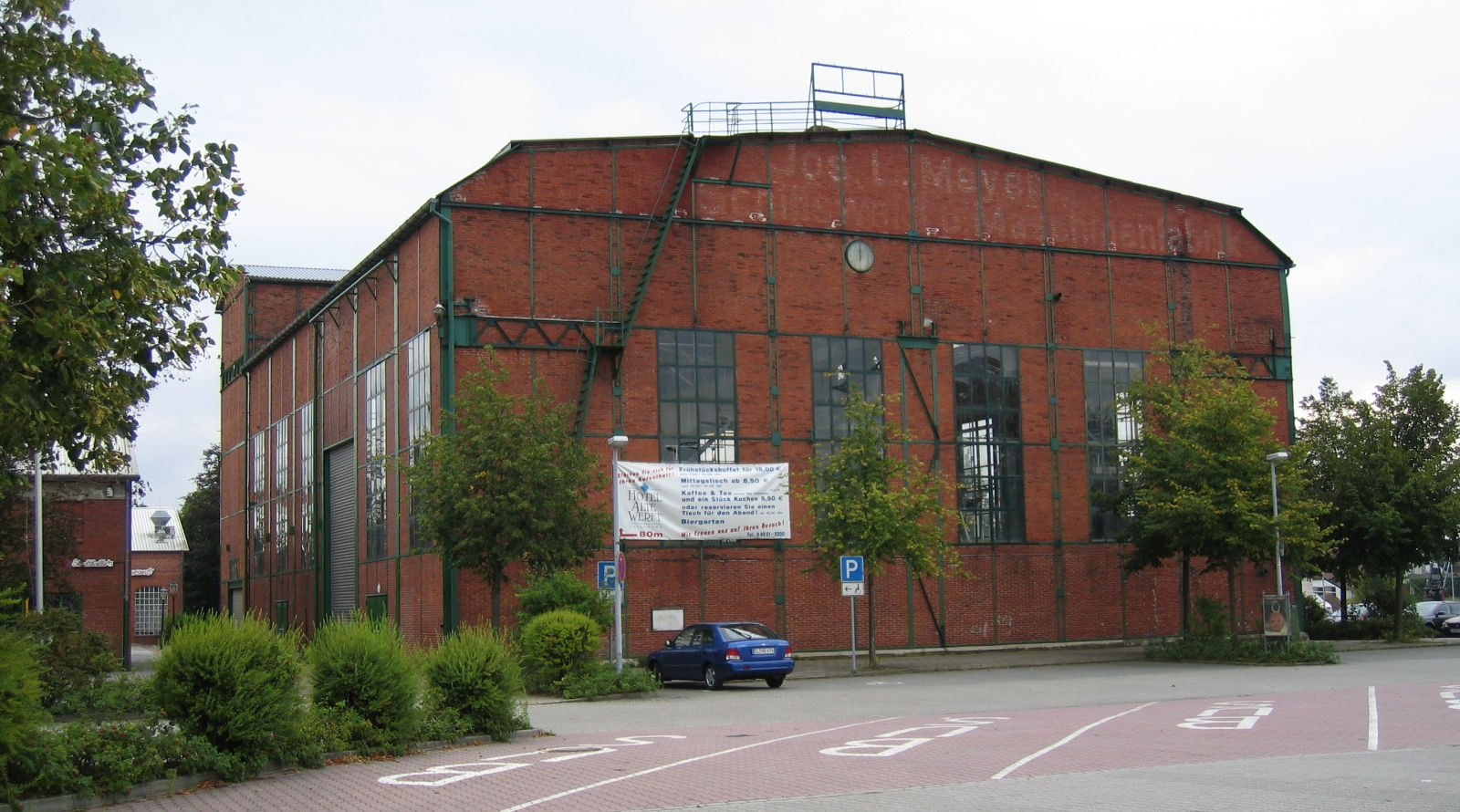
Kesselschmiede – ehemalige Produktionshalle

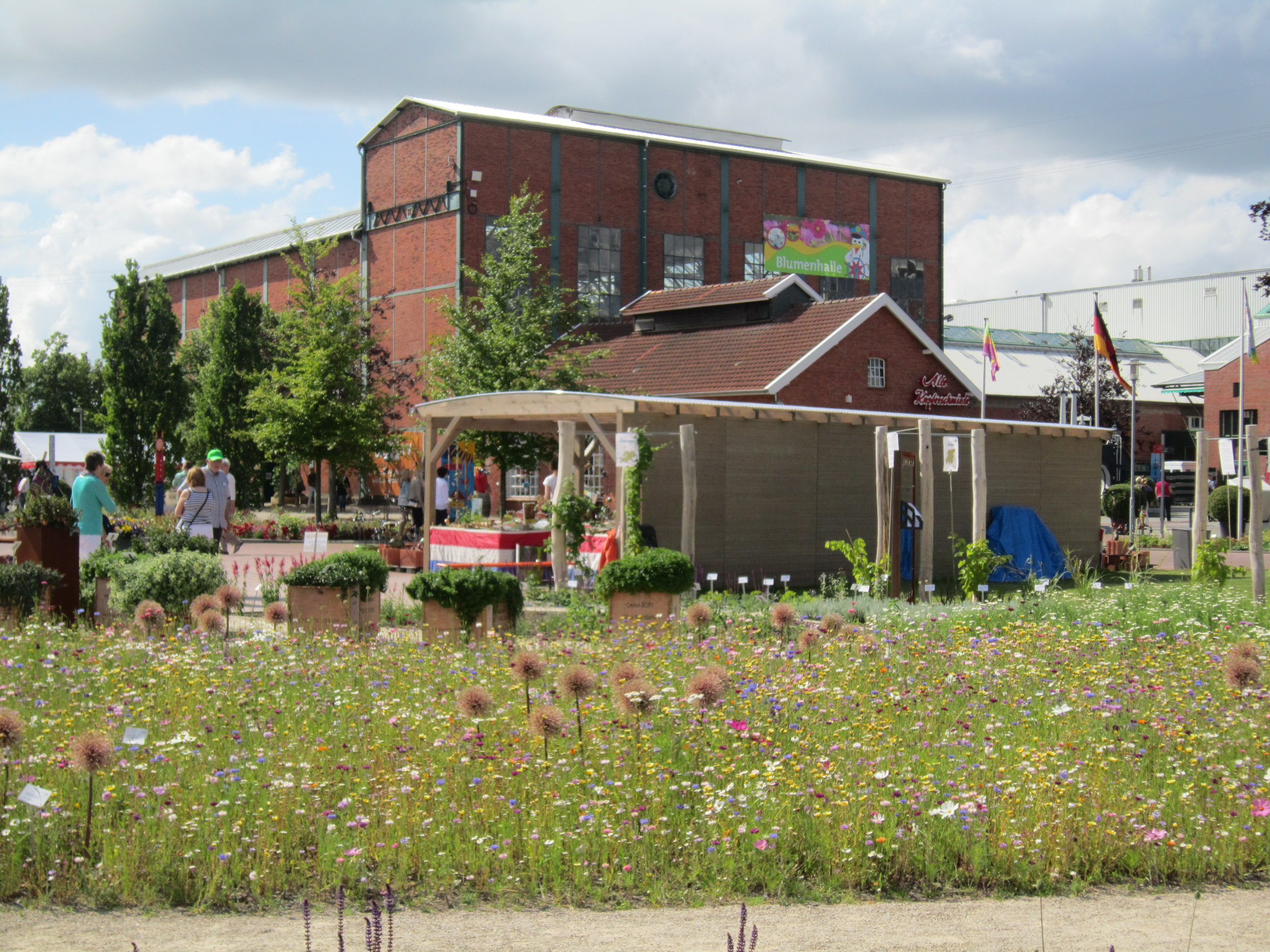
Alte Werft während der Landesgartenschau 2014

Das Forum Alte Werft ist der ehemalige Standort der Meyer Werft in Papenburg. Nach dessen Umzug an den jetzigen Standort in den 1980er Jahren hat die Stadt Papenburg das Gelände erworben und dort ein Kulturzentrum mit überregionaler Bedeutung geschaffen. Dabei wurde jedoch bewusst darauf geachtet, die Industriekultur der Vergangenheit zu erhalten. So findet man heute sowohl im Gebäude als auch auf dem Außengelände verschiedenste Maschinen, wie sie zur damaligen Zeit für den Schiffbau verwendet wurden. Außerdem bestehen große Teile der Gebäudestruktur aus den renovierten Produktionshallen der ehemaligen Werft.
Das Gebäude ist heute in verschiedene Versammlungsräume unterteilt: Neben der Stadthalle mit fast 900 Sitzplätzen existiert noch das Theater auf der Werft mit 240 Plätzen. Außerdem ist hier die Städtische Galerie untergebracht.
Im Forum Alte Werft sind verschiedene Kultureinrichtungen zusammengefasst. Am Nennenswertesten ist hier das umfangreiche Theater- & Veranstaltungsangebot von Papenburg Kultur. Daneben gibt es jedoch noch die Kunstschule Zinnober mit einem breiten Kursangebot in der künstlerischen Jugend- und Erwachsenenbildung.
Während der 5. Niedersächsischen Landesgartenschau (16. April bis 19. Oktober 2014) bildeten das Forum Alte Werft und dessen Umfeld den zweiten Standort der Gartenschau neben dem Papenburger Stadtpark.